# Titia Brongersma
Pour les articles homonymes, voir Brongersma.
Titia Brongersma, née à Dokkum en Frise vers 1650 et morte à Groningue vers 1700, est une poétesse d'origine frisonne de la fin du XVIIe siècle, qui s'intéressait à l'archéologie. En 1686 parut son recueil intitulé De bron-swaan, quasiment l'unique trace de son activité littéraire.

## Biographie
Sur Titia Brongersma, nous ne savons pas grand-chose. On sait qu'elle naquit vers 1650 en Frise, à Dokkum, et que, plus tard, elle alla habiter à Groningue. Elle était la fille de Bronger Wijtses, chirurgien, et d'Aeltien Koertsdochter. Selon toute vraisemblance, Titia Brongersma ne se maria jamais.
Sans doute, elle était issue de la bonne bourgeoisie, où les enfants recevaient une éducation multidisciplinaire. Selon ses amis, Brongersma savait écrire, dessiner, modeler, peindre, jouer des instruments et chanter, ce qui indique qu'elle avait reçu l'enseignement privé, grâce auquel elle aurait acquis sa connaissance des littératures néerlandaise et française, ainsi que celle de l'Antiquité classique, à moins qu'elle ne soit autodidacte pour une bonne part, ce qui est plutôt vraisemblable. Sinon, il est difficile d'expliquer les nombreuses erreurs dans son travail.
Elle était probablement membre d'une famille considérable de Frise. Peut-être, sa grand-mère était-elle la fille de Brongers Brongersma (1559-1626), secrétaire de Kollumerland, ce qui implique qu'elle avait sans doute de proches parents dans les milieux les plus en vue à Leeuwarden ; parmi eux : l'avocat Julius Brongersma, le bourgmestre Hillebrandt Brongersma et Geesje Brongersma, mari de Tobias Gutberleth, le recteur de l'école latine. Ces liens familiaux pourraient expliquer les rapports qu'entretenaient Brongersma et des personnalités issues des élites sociales et culturelles de la Frise et de Groningue. À Groningue, elle aurait vécu dans la richesse : dans l'un de ses poèmes, on trouve l'indication qu'elle disposait de son propre cabinet d'écriture, où elle pouvait se retirer pour travailler.
Tout indique que Brongersma était une jolie femme indépendante. Célibataire toute sa vie, elle était en mesure de consacrer tout son temps à l'écriture. On ne sait pas comment elle s'en sortait dans la vie, mais, apparemment, elle avait assez d'argent pour financer la publication d'un recueil de poésie de 240 pages. Aux XVIe et XVIIe siècles, les écrivains ne se faisaient pas payer, mais ils finançaient en général eux-mêmes leurs publications, payant des éditeurs pour le travail d'imprimerie et de distribution. Comme les droits d'auteur n'existaient pas à l'époque, la vente ne rapportait guère.

## Œuvre
En 1685, Brongersma, passant les jours de Pentecôte chez des amis en Drenthe, entreprit des fouilles sur le site du grand dolmen de Borger, jadis déjà une attraction touristique. Un ami archéologue et écrivain, Ludolf Smids, raconta plus tard, dans son livre Schatkamer der Nederlandsse oudheden (Trésor des antiquités néerlandaises) de 1711, comment Brongersma avait commencé à creuser dans la terre sur le site même. Il s'agit de l'un des plus anciens rapports de fouilles archéologiques menées sur le site des dolmens néerlandais.
En présence du jeune Seigneur Lenting, chez le père duquel elle était logée, elle découvrit d'abord de nombreux petits cailloux, posés les uns contre les autres, comme dans une rue. Au-dessous, elle trouva de nombreux pots ronds de forme grossière et rebondie, peints dans des tons brunâtres/bleuâtres ou rouge foncé ; d'aucuns avaient deux anses, d'autres quatre. Dès qu'elle y toucha, les cruches tombèrent en morceaux en versant des ossements et de la cendre. Elle dut se contenter de subtiliser quelques morceaux méconnaissables. Brongersma décrivit ses sentiments dans un poème, où elle se pose la question de savoir ce qu'est en effet un dolmen, et si le mot, hunebed en néerlandais, est dérivé du nom du peuple des Huns, jadis si puissant, ou si, lors d'un combat contre les dieux mythologiques, les géants ont entassé cet amas de pierres par la suite détruit d'un coup de foudre par le forgeron des dieux. Ou s'agit-il de tombes, comme les pyramides ?  Elle décida d'y voir un temple de la Mère Nature, qu'elle honora d'une couronne de feuilles de chêne.

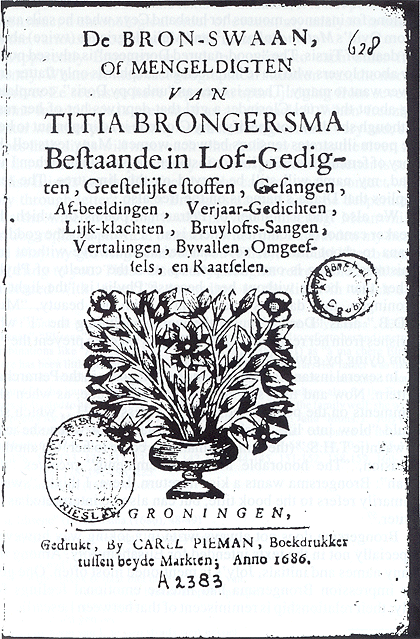
Frontispice du Bron-swaan de Titia Brongersma, ouvrage publié chez Carel Pieman à Groningue en 1686.

En 1686 parut, de Brongersma, le Bron-swaan, of mengeldigten (Le Cygne de la source, ou Poésie macaronique), un recueil de 240 pages, dans la préface duquel on voit confirmé qu'elle avait bien pris l'initiative de faire paraître ses poèmes, chose inouïe à l'époque : lorsque des femmes voulaient publier leurs travaux, non seulement leurs époux ou des amis de sexe masculin prenaient l'initiative de contacter un éditeur, mais c'étaient eux aussi qui écrivaient la préface. Le recueil est plein d'erreurs, ce qui signifie peut-être que Brongersma l'avait réalisé sans aide et que les textes n'avaient pas été relus par l'éditeur ou ses amis. De bron-swaan comprend de nombreux poèmes de circonstance, un genre populaire au XVIIe siècle.
Le titre De bron-swaan, of mengeldigten, se réfère à Brongersma même. Le mot « bron-swaan » signifie littéralement « cygne qui vient s'abreuver à une source ». Mais, un « cygne » était aussi une métaphore commune pour un poète. La source est l'Hippocrène de la mythologie grecque, sur l'Hélicon, le mont des poètes. Selon le récit mythologique, l'eau de l'Hippocrène fournissait aux écrivains l'inspiration de leur travail. Mengeldigten, le terme par lequel on désignait, au XVIIe siècle, des poèmes sur des sujets divers, figure ici comme sous-titre. Dans ce cas, les genres, comme le sonnet et le rondeau, et les langues dans lesquelles ils sont pratiqués (le néerlandais, le frison et le français), sont variées : outre les poèmes de circonstance, on compte des dialogues rimés entre bergers (en frison) et des odes adressées à des femmes célèbres dans l'histoire. Hormis ces poèmes en l'honneur d'illustres femmes, des poèmes sur des hommes et des femmes de son propre entourage attirent l'attention du lecteur, avant tout ceux dédiés aux poétesses Katharina Lescailje, Eelkje van Bouricius, Ida Maria Veelkers, Swaantje ter Horst et Klara Barthols. Il y a aussi des poèmes d'amitié, pétrarquistes et teintés d'érotisme, à l'adresse d'une certaine Elisabeth Joly, sans que l'on puisse en conclure que l'on a affaire à une relation lesbienne. Compte tenu du ton des poèmes adressés à des femmes, celles-ci ont dû jouer, dans la vie de la poétesse, un rôle différent de celui des destinataires de sexe masculin. Peut-être avait-elle écrit ses louanges à l'instar d'une « galerie des femmes fortes » (Gallery der uitmuntende vrouwen) de Smids, publiée en 1685. On n'a pas pu retracer l'identité de tous les personnages, dont certains portent un titre de noblesse ; Titia fait l'éloge de leurs talents artistiques, tout en les encourageant à développer leurs capacités studieuses et d'écrivaines. Brongersma était l'une des premières femmes néerlandaises à publier un recueil de poésie à sujet non religieux. Dans la préface est exprimée l'ambition de faire paraître une édition améliorée.
Il est difficile de savoir si elle publia un second recueil, intitulé Hemelsche orgeltoonen (Sons d'orgue célestes), auquel un poème de Smids fait peut-être allusion, mais dont aucun exemplaire n'est connu à ce jour. Outre De bron-swaan, Brongersma publia un drempeldicht, un poème liminaire en guise d'introduction à une publication d'un autre auteur et à la louange de celui-ci, dans un ouvrage de Smids de 1685, Gallerye, ofte proef van syne dichtoefeningen, ainsi qu'un poème sur un incendie qui avait provoqué d'importants dégâts près de Sappemeer, dans les environs tourbeux de Groningue, en 1687.

## Notoriété
Brongersma était très appréciée dans les provinces septentrionales de la République des Sept Pays-Bas-Unis. Ainsi, des écrivains comme Adriaan Tymens de Ljouwert et Ludolf Smids de Groningue la proclamaient Sappho frisonne, et les professeurs Nicolaas Blancardus de Franeker, en l'estimant au-dessus de Virgile, Horace, Sénèque et Juvénal, et Johannes Mensinga de Groningue, chantaient sa louange en des termes non moins éloquents. Même si cette référence constituait un compliment souvent adressé aux écrivaines, il y avait tout de même des raisons explicites cette fois-ci. Brongersma possédait un talent évident et n'hésitait pas à suivre sa propre voie. Modestement, elle prétendait pourtant en écrit qu'elle ne pouvait émettre que des sons secs et rauques : au Siècle d'or, il seyait aux femmes de ne pas trop se vanter.
Les auteurs des XVIIIe et XIXe siècles, désapprouvant les poèmes de Brongersma, l'admiraient tout de même pour ses fouilles archéologiques. Ainsi, Jacob Dirks traduisit son poème Lof op 't hunnebed en français pour le Dictionnaire archéologique. Van der Aa considérait De bron-swaan comme un recueil de peu d'importance (« een vrij onbeduidend bundeltje »), tandis que les auteurs d'un carnet de voyage, Drenthe in vlugtige en losse omtrekken geschetst (Esquisse rapide et approximative de Drenthe) de 1843, étiquetaient ses vers comme « des rimes de mauvais goût » (« wansmakelijk gerijmel »).
Au début du XXe siècle, le jugement changea lorsque ses poèmes frisons furent redécouverts. À titre posthume, elle acquit une certaine renommée internationale en 1924, quand William Edward Collinson traduisit sa poésie frisonne en anglais. Un regain d'intérêt se manifeste depuis le début du XXIe siècle sous l'influence de l'attention générale portée à l'écriture des femmes du passé. Ce sont surtout les vers écrits par Brongersma pour ses amies qui attirent l'attention des chercheurs, car ils montrent qu'en Frise et en Groningue, une culture d'écriture et de lecture féminine s'était développée à la fin du XVIIe siècle.

## Ressources

### Publications
- De bron-swaan of mengeldigten van Titia Brongersma, Groningue, 1686.
- Hemelsche orgeltoonen (? ; aucun exemplaire connu).

### Sources
- (nl) Aa (van der), Abraham Jacob. Nieuw biographisch, anthologisch en critisch woordenboek van Nederlandsche dichters. partie I, A-B. W. Amsterdam, De Grebber, 1844, p. 479.
- (nl) Aa (van der), Abraham Jacob. Biographisch woordenboek der Nederlanden: deel 2, derde en vierde stuk, Haarlem, Van Brederode, 1855, p. 1392–1393.
- (fy) Dykstra, Klaes, et Bouke Oldenhof. Lyts hânboek fan de Fryske literatuer, 2e éd., améliorée et élargie, Leeuwarden, Afûk, 1997, p. 27.
- (nl) Frederiks, Johannes Godefridus, et Frans Jos. van den Branden. Biographisch woordenboek der Noord- en Zuidnederlandsche letterkunde, Amsterdam, Veen, 1888-1891, p. 120–121.
- (en) Gemert (van), Lia. « Hiding Behind Words? Lesbianism in 17th-Century Dutch Poetry », Thamyris. Mythmaking from past to present 2, 1995, p. 11–44.
- (nl) Jensen, Lotte. « Brongersma, Titia », Digitaal Vrouwenlexicon van Nederland, [En ligne], 6 octobre 2009, réf. du 8 août 2014. resources.huygens.knaw.nl (Huygens Instituut voor Nederlandse Geschiedenis).
- (nl) Jeu (de), Annelies. ’t Spoor der dichteressen: netwerken en publicatiemogelijkheden van schrijvende vrouwen in de Republiek (1600-1750), Hilversum, Verloren, 2000, p. 115–131.
- (nl) Klapwijk, Cees (réd.). Titia Brongersma - een noordelijke ster; Dokkum ca. 1650 - ? na 1687, [En ligne], [s. d.], réf. du 8 août 2014. [literatuurgeschiedenis.nl].
- (nl) Meijer Drees, Marijke, « Het roemrugt'bre jufferdom van Groningen. Over De bron-swaan, of mengeldichten van Titia Brongersma », Klinkend boeket: studies over renaissancesonnetten voor Marijke Spies (différents auteurs), Hilversum, Verloren, 1994, p. 151.